# リンド (北欧神話)
リンド（古ノルド語: Rindr）は、北欧神話の登場人物。オーディンの子ヴァーリを生んだ。

## 『エッダ』
『古エッダ』の『バルドルの夢』において、リンドの生んだヴァーリが、バルドルを殺したヘズに復讐をすると予言される。
『スノリのエッダ』第一部『ギュルヴィたぶらかし』ではアース女神の一員に数えられている。彼女は巨人である可能性がある。

## 『デンマーク人の事績』
サクソ・グラマティクスの『デーン人の事蹟（デンマーク人の事績）』によれば、リンダ（リンド）はルテニア（ロシア）王の娘であり、オーティヌス（オーディン）はバルデルス（バルドル）の復讐者をリンダとの間にもうけなければならなかったが、リンダはオーティヌスを拒絶した。そのためオーティヌスは半ば強引な手段をとり、それが原因で王位を追われた。リンダはその後、ホテルス（ヘズ）に復讐するボーウスを産んだ。

### 原典資料
- 『古エッダ』『スノリのエッダ』
  - V.G.ネッケル他 編『エッダ - 古代北欧歌謡集』谷口幸男訳、新潮社、1973年8月。ISBN 978-4-10-313701-6。
- 『デーン人の事跡』
  - サクソ・グラマティクス『デンマーク人の事績』谷口幸男訳、東海大学出版会、1993年9月。ISBN 978-4-486-01224-5。

### 二次資料
- ストレム, フォルケ『古代北欧の宗教と神話』菅原邦城訳、人文書院、1982年10月。ASIN B000J7HY5I。ISBN 978-4-409-53003-0。
- パウルソン, ヘルマン、菅原邦城訳「第七章 北方から来た女たち」『オージンのいる風景 - オージン教とエッダ』大塚光子、西田郁子、水野知昭、菅原邦城訳、東海大学出版会、1995年2月。ISBN 978-4-486-01318-1。